# Ritmusjáték

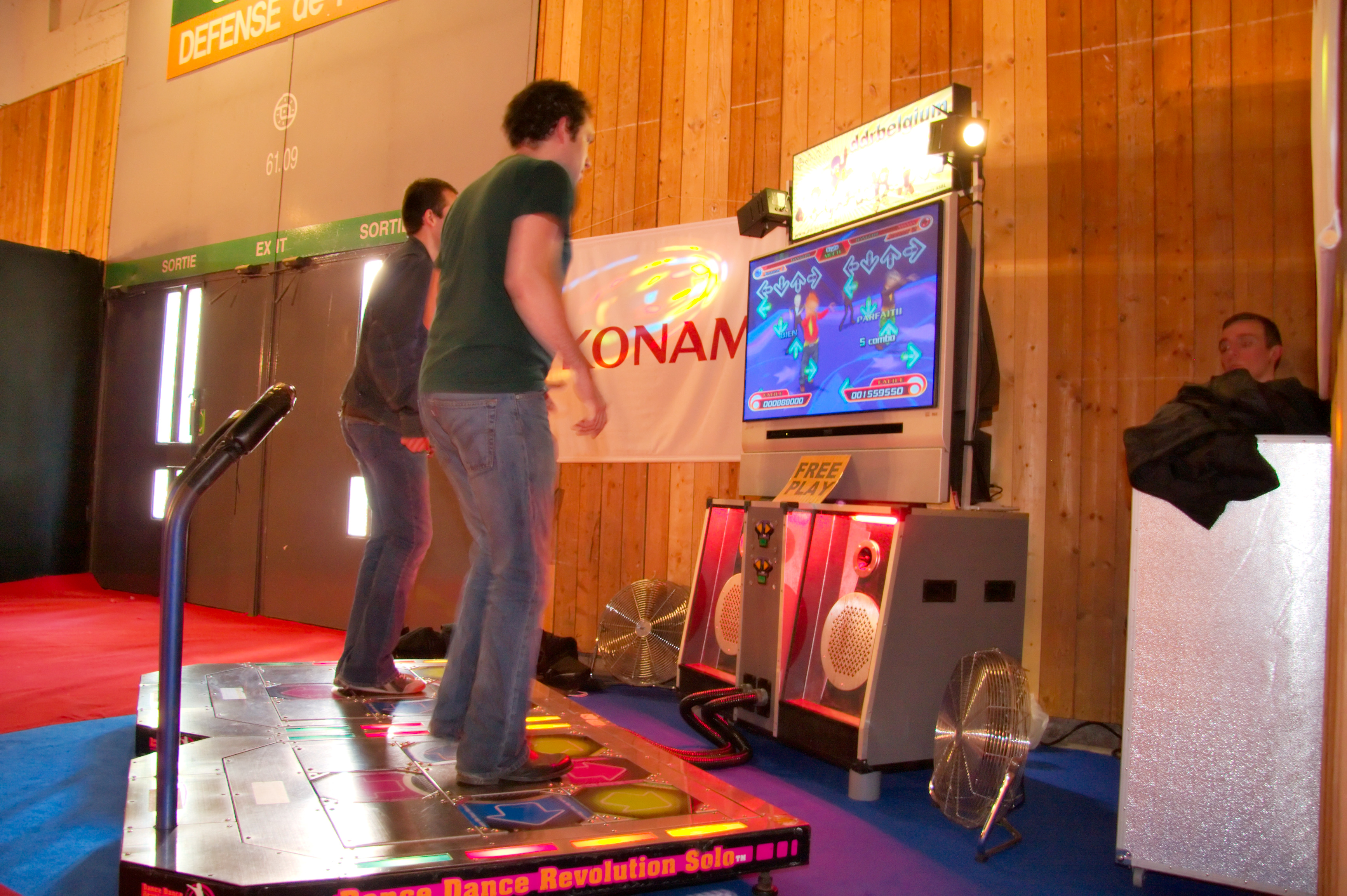
Az egyik leghíresebb ritmusjáték a Dance Dance Revolution

A ritmusjáték olyan videójáték, amely a játékosok ritmusérzékét teszi próbára. Az ilyen típusú játékok általában vagy a táncra összpontosítanak, vagy pedig a képernyő által jelölt gombok lenyomására. Pontosságunkkal befolyásoljuk az általunk irányított karaktert a játékban, hogy helyesen játszik-e hangszerén, növelve a játékos pontszámait. Sok ritmusjáték rendelkezik többjátékos móddal, amiben a legmagasabb pontszámért kell küzdeni, vagy csapatban kell különböző hangszereken játszani (ilyen például a Rock Band). Habár hagyományos kontrollerrel is játszhatóak, a ritmusjátékok gyakran rendelkeznek egyedi kontrollerekkel, melyek egy adott hangszerre hasonlítanak. Bizonyos táncalapú játékoknál nyomásérzékelős szőnyeg a beviteli eszköz, itt a játékosok fizikai mozgás segítségével tudják lenyomni a képernyőn jelölt gombokat.
Az 1996-ban megjelent PaRappa the Rapper volt az első felkapott ritmusjáték, melynek alapjai a későbbi, hasonló játékokban is megjelennek. 1997-ben a Konami Beatmania nevű ritmusjátéka aratott óriási sikert Japánban. Ezt követően a cég zenei részlege, a Bemani, számos zenealapú játékot dobott a piacra, melyek közül a legsikeresebb a Dance Dance Revolution volt, ami még Japánon kívül is jelentős eladásokat ért el. A piacot ezután a Dance Dance Revolution-klónok árasztották el, míg a Harmonix Guitar Hero-ja megjelent. A Guitar Hero zenei stílusa a rock volt, mellyel a nyugati piacot célozta meg. A játék újjáélesztette a műfaj piacát, és létrehozott két rendkívül sikeres franchise-t: a Guitar Hero-t és a Rock Bandet. Az egyik fejlettebb játék, a Rocksmith már igazi gitár használatát is támogatta.